# Метаванадат калия
Метаванадат калия — неорганическое соединение,
соль калия и ванадиевой кислоты с формулой KVO3,
бесцветные кристаллы,
растворяется в воде,
образует кристаллогидрат.

## Получение
- Растворение оксида ванадия в едком кали:

{\displaystyle {\mathsf {2KOH+V_{2}O_{5}\ {\xrightarrow {}}\ 2KVO_{3}+H_{2}O}}}

## Химические свойства
Действием пероксида водорода в щелочном растворе на метаванадат калия можно получить пероксопроизводные пированадатов:
{\displaystyle {\mathsf {2KVO_{3}+2KOH+4H_{2}O_{2}\ \xrightarrow {} \ K_{4}V_{2}O_{11}+5H_{2}O}}}
Реагирует с более сильными кислотами с образованием ванадиевой кислоты и соли калия:
{\displaystyle {\ce {KVO3 + HCl -> HVO3 + KCl}}}

## Физические свойства
Метаванадат калия образует бесцветные кристаллы
ромбической сингонии,
параметры ячейки a = 0,5780 нм, b = 1,0794 нм, c = 0,5176 нм.
Растворяется в воде, не растворяется в этаноле.
Образует кристаллогидрат состава KVO3•H2O,
ромбическая сингония,
пространственная группа P nam,
параметры ячейки a = 0,815 нм, b = 1,358 нм, c = 0,396 нм, Z = 4.

## Применение
- Используется для получения пентаоксида ванадия и других соединений ванадия;
- Для выплавки феррованадия и других сплавов ванадия;
- В качестве протравы при крашении тканей;
- Компонент катализатора окисления диоксида серы до триоксида серы.